# 姜均成
姜均成（韓語：강균성；1981年4月18日—）是一位韓國男歌手及主持人，為YNB娛樂男子美聲音樂組合Noel成员。2015年姜均成人气突升，成为了新一代综艺红人。現在，姜均成除了以Noel成員身份活躍於韓國歌壇，也於綜藝節目中活躍。

## 簡介
姜均成與李相昆、全宇成、羅成浩組成美聲組合Noel（韓語意為“霞光”）。 2002年以專輯《抓住》出道。JYP娛樂曾經給Noel投資了100億韓元，2006年因成員兵役問題短暫解散。2011年9月簽約新公司YNB娛樂，重新開始。

## 音樂作品

### NOEL
- JYP娛樂
  - 2002年12月27日：《霞Noel》
  - 2004年5月28日：《New beginning》
  - 2006年2月10日：《全部都是你》

- YNB娛樂
  - 2011年10月26日：《懷念》
  - 2011年12月5日：《Ppadam ppadam Part.1》
  - 2011年12月28日：《提交一份愛Part.2》
  - 2015年1月8日：《那些看不見的東西》[3]

## 電視劇
- 2006年：MBC《彩虹羅曼史》（客串）
- 2012年：tvN《請回答1997》飾 詩媛爸爸（年輕時期）（客串）
- 2015年：Mnet《The Lover》飾 柳成均（客串）
- 2018年：JTBC《加油吧威基基》飾 假面歌王參賽者（客串）

## MV演出
- 2015年：BESTie《Excuse Me》MV（友情出演）[4]
- 2015年：Sistar《Shake It》MV（友情出演）

## 綜藝演出
- 2006年：KBS2《明星金鐘》
- 2006年：MBC《說話（言）不同者》
- 2008年：SBS MTV《UFO大作戰》
- 2011年：SBS《挑战千曲》
- 2012年：KBS2《世代共鳴星期六（朝鲜语：세대공감 토요일）》
- 2012年：SBS《2012春節特輯：明星愛情村》
- 2012年：MBC《共鳴脫口騷：놀러와（朝鲜语：공감토크쇼 놀러와）》
- 2012年：KBS2《青春不敗2》
- 2014年：KBS2《不朽的名曲2》
- 2015年：SBS《英才挖掘團》[5]
- 2015年：KBS2《大國民脫口秀-你好》
- 2015年：JTBC《非首脑会谈》
- 2015年：MBC《黃金漁場Radio Star》
- 2015年：MBC《無限挑戰》20150221~20150228
- 2015年：MBC《改變世界的Quiz（朝鲜语：세상을 바꾸는 퀴즈）》
- 2015年：KBS2《逃離危機No.1（朝鲜语：위기탈출 넘버원）》
- 2015年：JTBC《我去上學啦》
- 2015年：MBC《神秘音樂秀：蒙面歌王》
- 2015年：SBS《星期天真好－Running Man》EP243
- 2015年：SBS《暧昧男女》
- 2015年：tvN《滋潤的哥哥們》
- 2015年：SBS《叢林的法則》第22回－薩摩亞篇
- 2016年：JTBC《認識的哥哥》
- 2020年：tvN《驚人的星期六》

## 外部連結
- 姜均成的X（前Twitter）
- 姜均成的Instagram帳戶